# Psychotria fuscopilosa
Psychotria fuscopilosa är en måreväxtart som beskrevs av Rudolf Schlechter. Psychotria fuscopilosa ingår i släktet Psychotria och familjen måreväxter. Inga underarter finns listade i Catalogue of Life.